# Dochunda
Dochunda (Дохунда) è un film del 1936 diretto da Lev Vladimirovič Kulešov.